# Florrie Hamilton
Agnes Anna Florentina (Florrie) Hamilton, född 24 juni 1888 i Stockholm, död 13 december 1977 i Fagersta, var en svensk herrgårdsfröken och kulturpersonlighet i släkten Hamilton.

## Biografi
Florrie Hamilton var dotter till Hugo Hamilton och Elvine Åkerhielm af Blombacka och syster till bland andra Adolf Hamilton och Agnes Lagercrantz.
Hon växte upp dels på slottet i Gävle där fadern var landshövding, dels på släktens herrgård Högfors vid Norberg. Hon var 1917 elev hos Carl Wilhelmson och hon bidrog med illustrationer och färgläggning i faderns barnbok För barn och barnbarn: rim och teckningar (1925). Hon nyöversatte från italienskan Silvio Pellicos I fängelse (1925) och besökte 1934 Venedig tillsammans med systersonen Olof Lagercrantz som hon hade långvarig kontakt med.
Huvuddelen av sitt liv bodde Florrie Hamilton på Högfors herrgård som hon gjorde till en mötesplats för 1930- till 1950-talens kvinnorörelse. Bland andra besöktes Högfors av Barbro Alving, Emilia Fogelklou, Honorine Hermelin, Kerstin Hesselgren, Amelie Posse, Elisabeth Tamm och Elin Wägner. Fogelklou blev en nära vän och hyrde på Högfors under fem år.
Hon förvaltade faderns dagboksanteckningar, vilka gavs ut 1955–1956, och det är också i dessa som det framgår hur nära de båda stod varandra.
Florrie Hamilton var ogift och drog sig för ett giftermål under inflytande av flera tragiska händelser i familjen. Hon vände sig emellertid emot den beskrivning som ges i Agnes von Krusenstiernas romansvit Fattigadel. Florrie Hamilton är begravd på Karbennings kyrkogård.